# Sagittaria montevidensis
La saeta de Montevideo  (Sagittaria montevidensis)  es una especie de planta acuática perteneciente a la familia de las alismatáceas. Es nativa de Estados Unidos, México, Brasil [s.], Bolivia,  Ecuador, Perú, Argentina [n.], Chile, Paraguay, Uruguay.

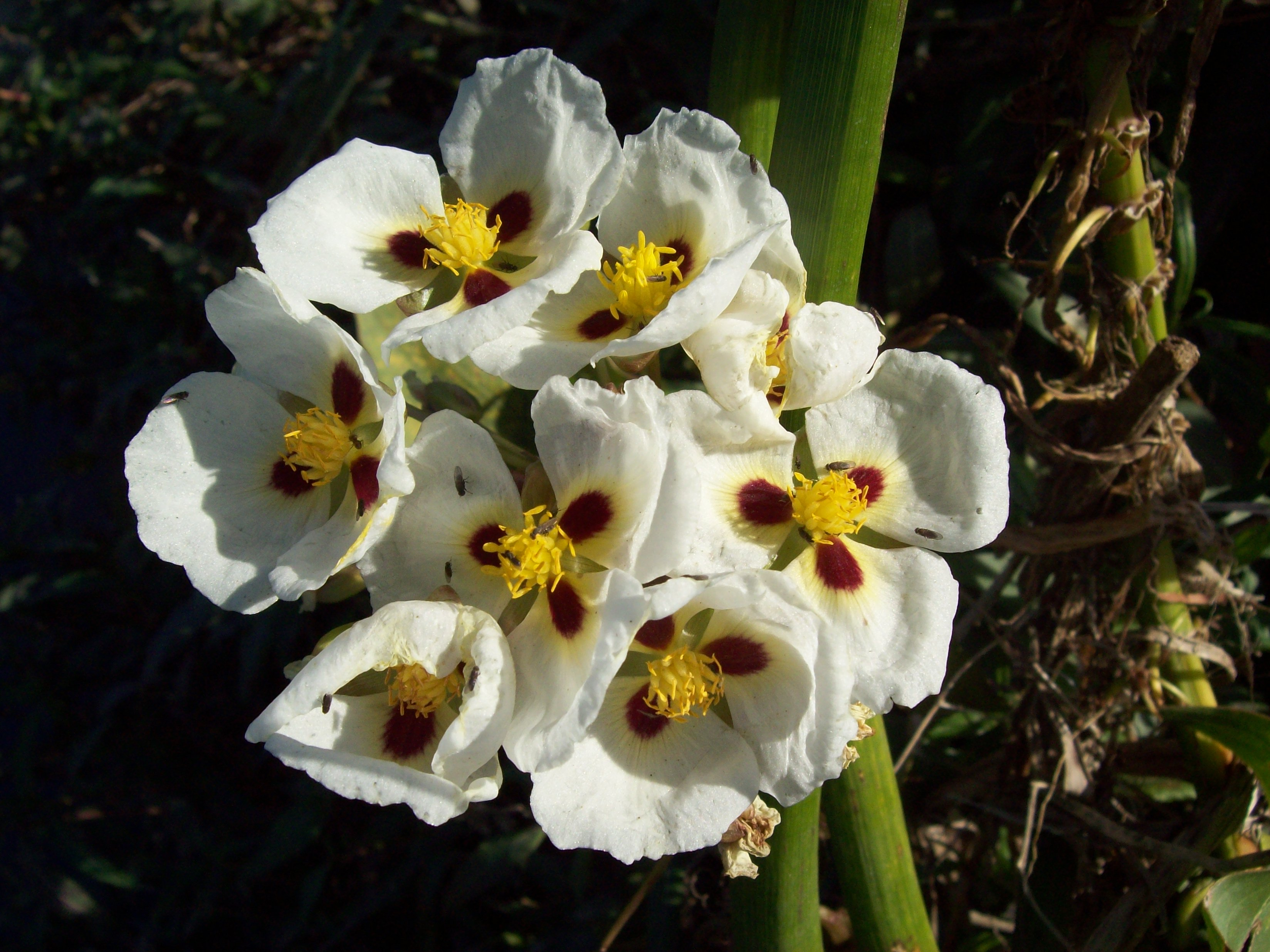
Flores de la saeta del Plata (Sagittaria montevidensis), en el arroyo Raggio, Argentina.

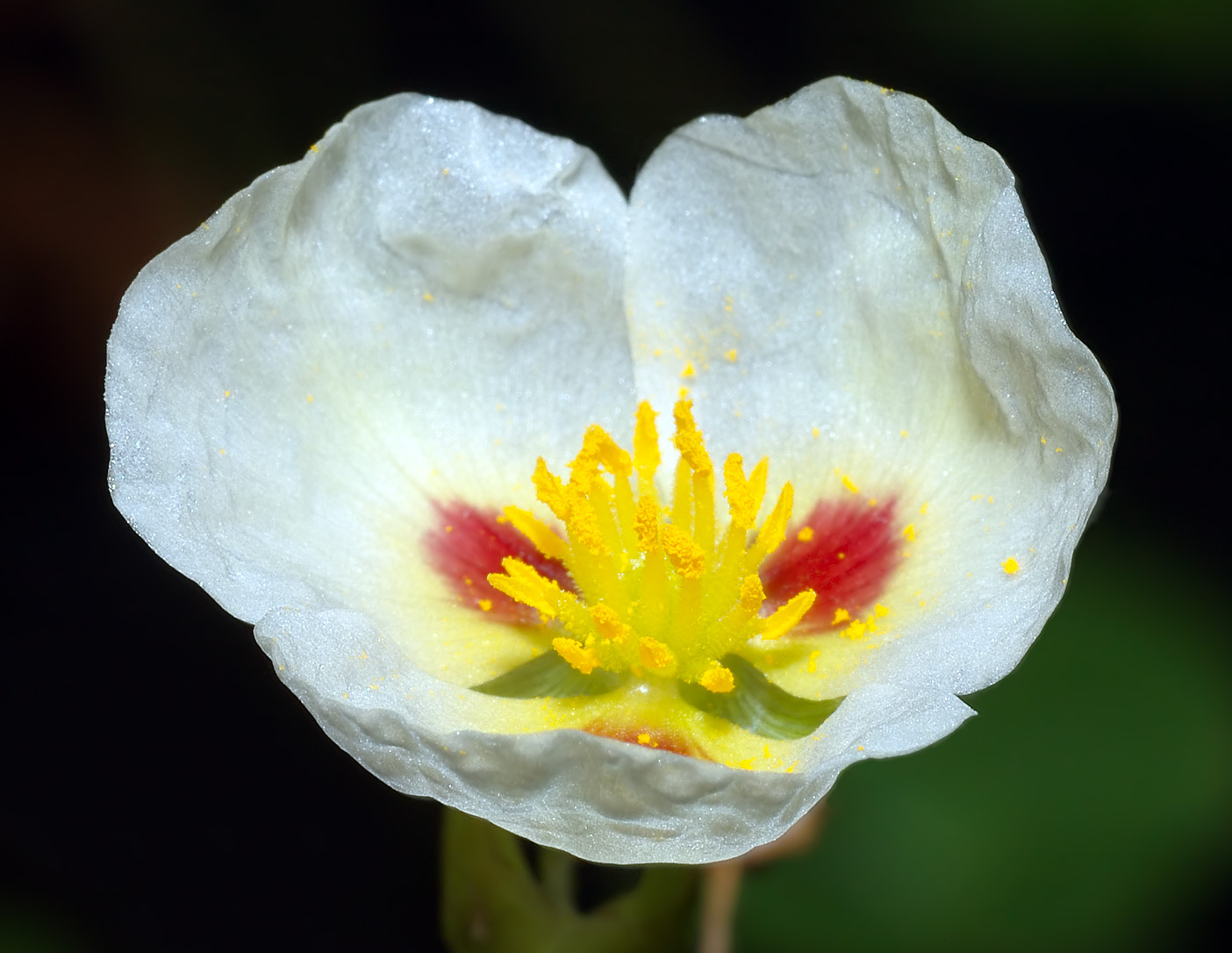
Botón floral de S. montevidensis.

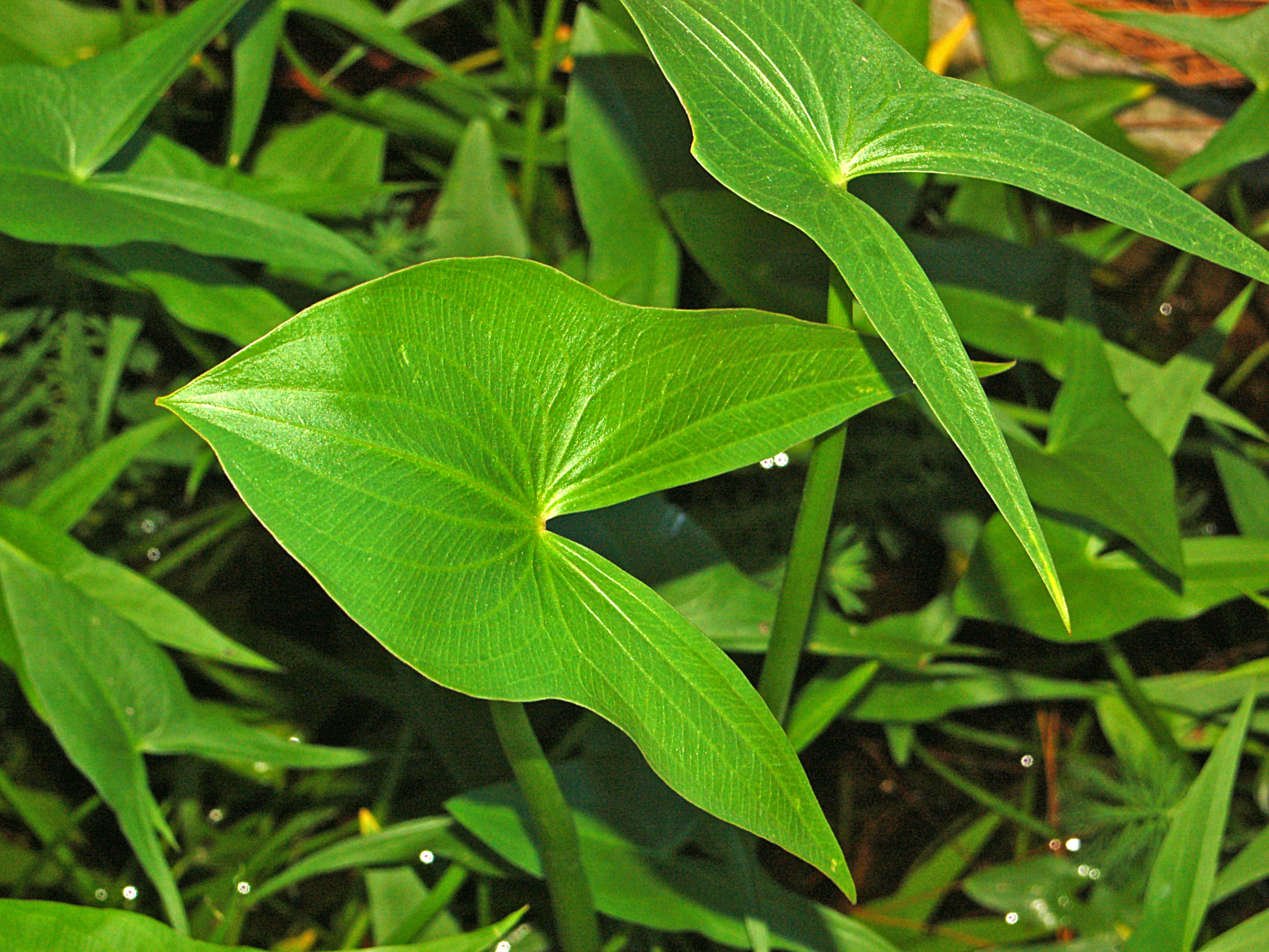
Hojas

## Descripción
Planta herbácea palustre, robusta, perenne, rizomatosa, alcanza de 50 cm a 1,5 m; hojas sagitadas de 10 a 30 cm de largo; flores con largos peciolos, vistosas de pétalos  blancos a amarillentos, diclino monoicas.

## Ecología
Tolera desde 0 °C hasta más de 35 °C. Prospera en pantanos, charcas, aguas someras y de curso lento. Común en pajonales y arroyos del litoral fluvial argentino.

## Usos
Medicinalmente se emplean hojas y rizomas; poseen propiedades rubefacientes: 10 g de raíz seca y pulverizada, suministrados dos veces al día, se recomienda para tratar epilepsia, aunque su eficacia merezca atención. Las hojas contusas se aplican como cataplasma o epitema, sobre hernias recientes. 
Además como ornamental, incluido en acuarios. 

## Taxonomía
Sagittaria montevidensis fue descrita por Cham. & Schltdl. y publicado en Linnaea 2: 156. 1827.
Etimología
Sagittaria: nombre genérico que significa "como una flecha" en latín y se refiere a la forma de las hojas.
montevidensis: epíteto geográfico que alude a su localización en Montevideo.
Sinónimos
- Lophotocarpus spongiosus (Engelm.) J.G.Sm.
- Sagittaria calycina Engelm.
- Sagittaria calycina var. spongiosa Engelm.

Subespecies
- Sagittaria montevidensis subsp. calycina (Engelm.) Bogin
- Sagittaria montevidensis subsp. chilensis
- Sagittaria montevidensis subsp. montevidensis
- Sagittaria montevidensis subsp. spongiosa (Engelm.) Bogin

## Nombres comunes
- Flecha de agua, achira, flechadita, seta de Montevideo.
- En Chile: lengua de vaca[3]